# Ізяслав IV Мстиславич
Ізяслав IV Мстиславич (1186 — бл. 1239) — великий князь київський з травня 1235 до березня 1236 та з 10 квітня 1236 до травня 1236, князь вишгородський між 1232 та 1235, і 1236—1239. Помер близько 1239 або 1254 року.

## Походження
Походження князя Ізяслава Київського достеменно не відоме, оскільки в літописах XIII століття (зокрема Іпатіївському, де про нього найбільше згадок) він називається без по-батькові.
Традиційно вважався сином князя Володимира Ігоровича, онуком Ігора Святославича Новгород-Сіверського. У ряді літописів фігурує з по-батькові Мстиславич. Згідно з Тверським, Никонівським та Воскресенським літописами, онук Романа Ростиславича і згідно з Воскресенським — син Мстислава Романовича Старого. Відповідно до іншого погляду, син Мстислава Удатного. На користь першої та третьої версій походження говорять союз із половцями та претензії на Галич, на користь першої — також союз із Михайлом Чернігівським.

## Біографія
У 1233 році разом з Данилом Романовичем Галицьким Ізяслав вирушив воювати проти угорців, але на самому початку походу відступився від союзника і, замість того, щоб допомагати Данилові, спустошив його ж волость. У 1235 році Володимир Рюрикович Київський і Данило виступили проти Ізяслава і половців, але біля Торчеська, були розбиті. Данило з залишками війська втік, а Володимир потрапив у полон до половців. Ізяслав сів у Києві, а його союзник, Михайло Всеволодович — в Галичі. Проте того ж року Володимир Рюрикович викупився з полону, вернувся у Київ та вигнав звідти Ізяслава.
У 1239 або 1240 року, коли Михайло втікав від татар з Києва в Угорщину, Кам'янець був ненадовго зайнятий владимирським князем Ярославом Всеволодовичем, а після повернення на Русь Михайло отримав від Данила Луцьк. Під час монгольської навали на Галицько-Волинське князівство (1240—1241) в літописі Кам'янець названий серед інших розорених міст як спадок Ізяслава. У 1254 році Ізяслав вирішив заволодіти Галичем за допомогою ординців і запропонував Куремсі, котрий облягав Кременець, йти на Галич, але отримав відмову і зайняв місто самостійно, після чого був полонений Романом Даниловичем. Про подальшу долю Ізяслава нічого невідомо. Імовірно, він був страчений за наказом Данила Галицького.